# Кларк, Брэнди
Брэнди Кларк (англ. Brandy Clark, род. 1977, Мортен, Вашингтон) — американская кантри-певица и автор песен. Её песни записывали такие кантри-музыканты как Миранда Ламберт, The Band Perry, Риба Макинтайр, Лиэнн Раймс, Billy Currington, Darius Rucker и Кейси Масгрейвс. В 2014 году была номинирована на 2 премии Грэмми в категориях Лучший новый исполнитель и Лучший кантри-альбом.

## Дискография

### Альбомы
| Название                | Детали                                                                                     | Высшая позиция | Высшая позиция | Высшая позиция | Высшая позиция | Высшая позиция | Высшая позиция         | Продажи       |
| Название                | Детали                                                                                     | US Country     | US             | US Heat        | US Indie       | US Folk        | UK Country Chart (OCC) | Продажи       |
| ----------------------- | ------------------------------------------------------------------------------------------ | -------------- | -------------- | -------------- | -------------- | -------------- | ---------------------- | ------------- |
| 12 Stories              | - Дата релиза: 22 октября 2013 - Лейбл: Slate Creek Records - Формат: CD, digital download | 23             | 163            | 2              | 22             | —              | 10                     | - США: 46,000 |
| Big Day in a Small Town | - Дата релиза: 10 июня 2016 - Лейбл: Warner Bros. Records - Формат: CD, digital download   | 8              | 82             | —              | —              | 5              | 3                      | - США: 15,500 |
| Your Life Is a Record   | - Дата релиза: 6 марта 2020 - Лейбл: Warner Records - Формат: CD, digital download         | 46             | —              | —              | —              | 10             | 2                      |               |
| Brandy Clark            | - Дата релиза: 19 мая 2023 - Лейбл: Warner Records - Формат: CD, digital download          | —              | —              | —              | —              | —              | 3                      |               |
| «—» отсутствие в чарте  |                                                                                            |                |                |                |                |                |                        |               |

### Синглы
| Год  | Сингл           | Альбом     |
| ---- | --------------- | ---------- |
| 2013 | «Stripes»       | 12 Stories |
| 2013 | «Pray to Jesus» | 12 Stories |
| 2014 | «Hungover»      | 12 Stories |

### Видеоклипы
| Год  | Видео                                   | Режиссёр                         |
| ---- | --------------------------------------- | -------------------------------- |
| 2013 | «Stripes»                               | Becky Fluke                      |
| 2014 | «Get High»                              |                                  |
| 2014 | «His Hands» (вместе с Jennifer Nettles) | Shaun Silva/Valarie Allyn Bienas |

## Награды и номинации
| Год  | Организация                           | Награда                         | Работа                  | Результат | Ссылка |
| ---- | ------------------------------------- | ------------------------------- | ----------------------- | --------- | ------ |
| 2013 | 47th Country Music Association Awards | Song of the Year                | «Mama's Broken Heart»   | Номинация | [ 14 ] |
| 2013 | 48-я церемония «Грэмми»               | Best Country Song               | «Mama's Broken Heart»   | Номинация | [ 15 ] |
| 2014 | 49-я церемония «Грэмми»               | Song of the Year                | «Mama's Broken Heart»   | Номинация | [ 16 ] |
| 2014 | 48th Country Music Association Awards | Song of the Year                | «Follow Your Arrow»     | Победа    | [ 14 ] |
| 2014 | 48th Country Music Association Awards | New Artist of the Year          | Herself                 | Номинация | [ 14 ] |
| 2015 | 57-я церемония «Грэмми»               | Best Country Album              | 12 Stories              | Номинация | [ 15 ] |
| 2015 | 57-я церемония «Грэмми»               | Best New Artist                 | Herself                 | Номинация | [ 15 ] |
| 2016 | 58-я церемония «Грэмми»               | Best Country Song               | «Hold My Hand»          | Номинация | [ 15 ] |
| 2017 | 59-я церемония «Грэмми»               | Best Country Solo Performance   | «Love Can Go to Hell»   | Номинация | [ 17 ] |
| 2017 | 59-я церемония «Грэмми»               | Best Country Album              | Big Day in a Small Town | Номинация | [ 17 ] |
| 2017 | 52nd Academy of Country Music Awards  | New Female Vocalist of the Year | Herself                 | Номинация | [ 18 ] |
| 2021 | 63-я церемония «Грэмми»               | Best Country Album              | Your Life Is a Record   | Номинация | [ 15 ] |
| 2021 | 63-я церемония «Грэмми»               | Best Country Solo Performance   | «Who You Thought I Was» | Номинация | [ 15 ] |
| 2021 | 32nd GLAAD Media Awards               | Outstanding Music Artist        | Herself                 | Номинация | [ 19 ] |
| 2023 | Drama Desk Awards                     | Outstanding Music               | Shucked                 | Победа    | [ 20 ] |
| 2023 | Drama Desk Awards                     | Outstanding Lyrics              | Shucked                 | Номинация | [ 20 ] |
| 2023 | Outer Critics Circle Awards           | Outstanding New Score           | Shucked                 | Номинация | [ 21 ] |
| 2023 | 76th Tony Awards                      | Best Original Score             | Shucked                 | Номинация | [ 22 ] |
| 2024 | 66-я церемония «Грэмми»               | Best Musical Theater Album      | Shucked                 | Номинация |        |
| 2024 | 66-я церемония «Грэмми»               | Best Country Solo Performance   | «Buried»                | Номинация |        |
| 2024 | 66-я церемония «Грэмми»               | Best Country Song               | «Buried»                | Номинация |        |
| 2024 | 66-я церемония «Грэмми»               | Best Americana Performance      | «Dear Insecurity»       | Победа    |        |
| 2024 | 66-я церемония «Грэмми»               | Best American Roots Song        | «Dear Insecurity»       | Номинация |        |
| 2024 | 66-я церемония «Грэмми»               | Best Americana Album            | Brandy Clark            | Номинация |        |